# بازار کاکس
بازار کاکس (به لاتین:Cox's Bazar) یک منطقهٔ مسکونی در بنگلادش است که در Cox's Bazar Sadar Upazila واقع شده‌است. بازار کاکس ۶٫۸۵ کیلومتر مربع مساحت و ۵۱٬۹۱۸ نفر جمعیت دارد و ۳ متر بالاتر از سطح دریا واقع شده‌است.